# Hoplopleura
Hoplopleura – rodzaj wszy należący do rodziny Hoplopleuridae, pasożytujące na gryzoniach z rodzin: myszowate (Muridae), wiewiórkowate (Sciuridae), koszatniczki (Octodontidae) powodując chorobę zwaną wszawicą.
Gatunki należące do tego rodzaju nie posiadają oczu. Antena składa się z 5 segmentów bez wyraźnego dymorfizmu płciowego. Przednia para nóg jest wyraźnie mniejsza i słabsza, zakończona słabym pazurem.
Hoplopleura stanowią rodzaj składający się obecnie z ponad 100 gatunków:
- Hoplopleura abeli (Johnson, 1972)
- Hoplopleura acanthopus
- Hoplopleura aethomydis (Kleynhans, 1971)
- Hoplopleura affinis
- Hoplopleura aitkeni (Johnson, 1972)
- Hoplopleura akanezumi (Sasa, 1950)
- Hoplopleura alticola (Mishra and Bhat, 1972)
- Hoplopleura andina (Castro, 1981)
- Hoplopleura angulata
- Hoplopleura apomydis
- Hoplopleura arboricola
- Hoplopleura argentina (Werneck, 1937)
- Hoplopleura arizonensis (Stojanovich and Pratt, 1961)
- Hoplopleura bidentata
- Hoplopleura biseriata
- Hoplopleura blanfordi (Mishra and Dhanda, 1972)
- Hoplopleura brasiliensis (Werneck, 1932)
- Hoplopleura calabyi (Johnson, 1960)
- Hoplopleura capensis (Werneck, 1954)
- Hoplopleura captiosa (Johnson, 1960)
- Hoplopleura chilensis (Werneck, 1937)
- Hoplopleura chippauxi (Paulian and Pajot, 1966)
- Hoplopleura chrotomydis
- Hoplopleura chrysocomi (Durden, 1990)
- Hoplopleura colomydis (Benoit, 1962)
- Hoplopleura confuciana (Blagoveshtchensky, 1972)
- Hoplopleura contigua (Johnson, 1972)
- Hoplopleura cooki (Kim, 1965)
- Hoplopleura cornata(Kim, 1972)
- Hoplopleura cricetuli (Ferris, 1951)
- Hoplopleura cryptica
- Hoplopleura cutchicus (Mishra and Kaul, 1973)
- Hoplopleura delticola (Castro, 1982)
- Hoplopleura dendromuris (Johnson, 1962)
- Hoplopleura diaphora (Johnson, 1964)
- Hoplopleura difficilis (Kim, 1965)
- Hoplopleura disgrega
- Hoplopleura dissicula (Johnson, 1964)
- Hoplopleura dissimilis (Blagoveshtchensky, 1972)
- Hoplopleura distorta
- Hoplopleura edentula (Fahrenholz, 1916)
- Hoplopleura emphereia (Kim, 1965)
- Hoplopleura enormis
- Hoplopleura erismata
- Hoplopleura erratica
- Hoplopleura exima (Johnson, 1972)
- Hoplopleura ferrisi (Cook and Beer, 1959)
- Hoplopleura fonsecai (Werneck, 1934)
- Hoplopleura funambuli (Bilquees, 1976)
- Hoplopleura griseoflavae (Castro, 1980)
- Hoplopleura gyomydis (Kuhn and Ludwig, 1967)
- Hoplopleura handleyi (Johnson, 1972)
- Hoplopleura hesperomydis
- Hoplopleura himalayana (Mishra, Kulkarni and Bhat, 1973)
- Hoplopleura himenezumi (Kaneko, 1956)
- Hoplopleura hirsuta
- Hoplopleura hispida
- Hoplopleura hybomyis (Kim and Emerson, 1973)
- Hoplopleura imparata (Linardi, Teixeira, and Botelho, 1984)
- Hoplopleura inagakii (Ono and Hasegawa, 1955)
- Hoplopleura indiscreta (Johnson, 1972)
- Hoplopleura inexpectans (Johnson, 1960)
- Hoplopleura ingens (Castro, 1982)
- Hoplopleura intermedia
- Hoplopleura inusitata (Johnson, 1972)
- Hoplopleura irritans (Kuhn and Ludwig, 1967)
- Hoplopleura ismailiae (Johnson, 1972)
- Hoplopleura johnsonae (Kim, 1966)
- Hoplopleura karachiensis (Khanum, 1983)
- Hoplopleura khandala (Mishra, 1981)
- Hoplopleura kitti (Kim, 1968)
- Hoplopleura kondana (Mishra, 1981)
- Hoplopleura laticeps
- Hoplopleura longula
- Hoplopleura malabarica (Werneck, 1954 )
- Hoplopleura malaysiana
- Hoplopleura maniculata
- Hoplopleura mastacomydis (Kuhn and Ludwig, 1967)
- Hoplopleura mendezi (Johnson, 1972)
- Hoplopleura mendozana (Castro, 1984)
- Hoplopleura meridionidis
- Hoplopleura minasensis (Linardi, Teixeira, and Botelho, 1984)
- Hoplopleura minuta (Castro, 1981)
- Hoplopleura misionalis (Castro, 1988)
- Hoplopleura mulleri (Paterson, 1954)
- Hoplopleura multilobata (Werneck, 1954)
- Hoplopleura musseri (Durden, 1990)
- Hoplopleura mylomydis
- Hoplopleura myomyis (Kim and Emerson, 1973)
- Hoplopleura nasvikae (Kim and Emerson, 1968)
- Hoplopleura nesoryzomydis
- Hoplopleura neumanni
- Hoplopleura ochotonae
- Hoplopleura oenomydis
- Hoplopleura ondatraria (Teng, 1980)
- Hoplopleura onychomydis (Cook and Beer, 1959)
- Hoplopleura orinocoi (Johnson, 1972)
- Hoplopleura oryzomydis (Pratt and Lane, 1951)
- Hoplopleura oxymycteri
- Hoplopleura pacifica (Ewing, 1924)
- Hoplopleura pahari (Johnson, 1972)
- Hoplopleura patersoni (Johnson, 1960)
- Hoplopleura pavlovskyi (Sosnina, 1951)
- Hoplopleura pectinata
- Hoplopleura pelomydis
- Hoplopleura phaiomydis
- Hoplopleura quadridentata
- Hoplopleura rajah (Johnson, 1972)
- Hoplopleura ramgarh (Mishra, Bhat, and Kulkarni, 1972)
- Hoplopleura reducta
- Hoplopleura reithrodontomyis (Ferris, 1951)
- Hoplopleura rimae (Johnson, 1972)
- Hoplopleura rukenyae
- Hoplopleura sciuricola
- Hoplopleura trispinosa
- Hoplopleura veprecula